# مارکوس آنتونینوس
در گذشته چندین امپراتور مارکوس آنتونینوسی وجود داشت. این نام ممکن است به این پنج نفر اشاره داشته باشد:
- مارکوس آئورلیوس آنتونینوس آگوستوس (مارکوس اورلیوس) (زندگانی از ۱۲۱ تا ۱۸۰)، امپراتور، قانونگذار و فیلسوف رومی (سلطنت ۱۶۱ تا ۱۸۰)
- مارکوس اورلیوس آنتونیوس کومودوس آگوستوس (کومودوس) (زندگانی ۱۶۱ تا ۱۹۲)، (سلطنت از ۱۸۰ تا ۱۹۲)
- مارکوس آئورلیوس سوروس آنتونینوس پیوس آگوستوس (کاراکالا) (زندگانی از ۱۸۸ تا ۲۱۷)، (سلطنت از ۱۹۸ تا ۲۱۷)
- مارکوس اوپلیوس آنتونینوس دیادومنیانوس آگوستوس (دیادومنیان) (زندگانی از ۲۰۸ تا ۲۱۸)، (سلطنت به همراه پدرش ماکرینوس از ۲۱۸).
- مارکوس آئورلیوس آنتونیوس آگوستوس (هلیوگابال) (زندگانی از ۲۰۳ تا ۲۲۲)، (سلطنت از۲۱۸ تا ۲۲۲)